# Salvatore Sirigu
Salvatore Sirigu (12. leden 1987 Nuoro, Itálie) je italský fotbalový brankář, který od léta 2024 působí v italském druholigovém Palermo. Do roku 2021 byl i v italské reprezentaci.

## Reprezentační kariéra
V A-mužstvu Itálie debutoval 10. 8. 2010 v přátelském utkání v Londýně proti Pobřeží slonoviny (prohra 0:1).
Sirigu se zúčastnil Mistrovství Evropy ve fotbale 2012, kde se Itálie probila až do finále, v němž podlehla Španělsku 0:4.
Byl nominován trenérem Cesare Prandellim i na Mistrovství světa 2014 v Brazílii, kde Itálie vypadla již v základní skupině D.
Od roku 2010 do léta 2021 byl členem italské reprezentace, kde byl většinou náhradníkem Gianluigiho Buffona a později Gianluigiho Donnarummy.

## Přestupy
- z Palermo do PSG za 3 900 000 Euro

## Statistika

### Klubová
| Sezóna            | Klub              | Liga              | Liga   | Liga      | Národní poháry | Národní poháry | Národní poháry | Kontinentální poháry | Kontinentální poháry | Kontinentální poháry | Celkem | Celkem    |
| Sezóna            | Klub              | Soutěž            | Zápasy | Obd. góly | Soutěž         | Zápasy         | Obd. góly      | Soutěž               | Zápasy               | Obd. góly            | Zápasy | Obd. góly |
| ----------------- | ----------------- | ----------------- | ------ | --------- | -------------- | -------------- | -------------- | -------------------- | -------------------- | -------------------- | ------ | --------- |
| 2006/07           | Palermo           | Serie A           | 0      | 0         | IP             | 1              | 1              | PU                   | 1                    | 3                    | 2      | 4         |
| 2007/08           | Cremonese         | Serie C1          | 19+3   | 26        | -              | 0              | 0              | -                    | 0                    | 0                    | 22     | 26        |
| 2008/09           | Ancona            | Serie B           | 15     | 24        | IP             | 0              | 0              | -                    | 0                    | 0                    | 15     | 24        |
| 2009/10           | Palermo           | Serie A           | 32     | 39        | IP             | 1              | 2              | -                    | 0                    | 0                    | 33     | 41        |
| 2010/11           | Palermo           | Serie A           | 37     | 62        | IP             | 5              | 6              | EL                   | 3                    | 6                    | 45     | 74        |
| Celkem za Palermo | Celkem za Palermo | Celkem za Palermo | 69     | 101       | -              | 7              | 9              | -                    | 4                    | 9                    | 80     | 119       |
| 2011/12           | PSG               | Ligue 1           | 38     | 41        | FP+FLP         | 2+0            | 1              | EL                   | 1                    | 0                    | 41     | 42        |
| 2012/13           | PSG               | Ligue 1           | 33     | 16        | FP+FLP         | 0+0            | 0              | LM                   | 10                   | 8                    | 43     | 24        |
| 2013/14           | PSG               | Ligue 1           | 37     | 23        | FP+FLP+FS      | 0+1+1          | 0+1+1          | LM                   | 10                   | 9                    | 49     | 34        |
| 2014/15           | PSG               | Ligue 1           | 34     | 28        | FP+FLP+FS      | 0+0+1          | 0              | LM                   | 10                   | 15                   | 45     | 43        |
| 2015/16           | PSG               | Ligue 1           | 3      | 0         | FP+FLP+FS      | 6+3+0          | 4+2+0          | LM                   | 0                    | 0                    | 12     | 6         |
| Celkem za PSG     | Celkem za PSG     | Celkem za PSG     | 145    | 108       | -              | 14             | 9              | -                    | 31                   | 32                   | 190    | 149       |
| 2016/17           | Sevilla           | Primera División  | 2      | 3         | ŠP             | 1              | 1              | LM                   | 0                    | 0                    | 3      | 4         |
| 2017              | Osasuna           | Primera División  | 18     | 51        | -              | 0              | 0              | -                    | 0                    | 0                    | 18     | 51        |
| 2017/18           | Turín             | Serie A           | 37     | 45        | IP             | 1              | 1              | -                    | 0                    | 0                    | 38     | 46        |
| 2018/19           | Turín             | Serie A           | 36     | 35        | IP             | 2              | 2              | -                    | 0                    | 0                    | 38     | 37        |
| 2019/20           | Turín             | Serie A           | 36     | 64        | IP             | 2              | 5              | EL                   | 6                    | 7                    | 44     | 76        |
| 2020/21           | Turín             | Serie A           | 32     | 62        | IP             | 0              | 0              | -                    | 0                    | 0                    | 32     | 62        |
| Celkem za Turín   | Celkem za Turín   | Celkem za Turín   | 141    | 206       | -              | 5              | 8              | -                    | 6                    | 7                    | 152    | 221       |
| 2021/22           | Janov             | Serie A           | 37     | 59        | IP             | 0              | 0              | -                    | 0                    | 0                    | 37     | 59        |
| 2022/23           | Neapol            | Serie A           | 0      | 0         | IP             | 0              | 0              | LM                   | 0                    | 0                    | 0      | 0         |
| 2023              | Fiorentina        | Serie A           | 1      | 0         | IP             | 0              | 0              | EKL                  | 1                    | 2                    | 2      | 2         |
| 2023/24           | Nice              | Ligue 1           | 0      | 0         | FP             | 0              | 0              | -                    | 0                    | 0                    | 0      | 0         |
| 2024              | Fatih Karagümrük  | Süper Lig         | 17     | 28        | TP             | 2              | 4              | -                    | 0                    | 0                    | 19     | 32        |
| 2024/25           | Palermo           | Serie B           | ?      | ?         | TP             | ?              | ?              | -                    | 0                    | 0                    | ?      | ?         |
| Celkově           | Celkově           | Celkově           | 461    | 605       | -              | 29             | 29             | -                    | 42                   | 50                   | 532    | 684       |

### Reprezentační

#### Statistika na velkých turnajích
| Reprezentace | Rok     | Zápasy                     | Zápasy | Zápasy | Zápasy           | Zápasy           | Zápasy   |
| Reprezentace | Rok     | Fáze turnaje               | Datum  | Soupeř | Odehraných minut | Vstřelené branky | Výsledek |
| ------------ | ------- | -------------------------- | ------ | ------ | ---------------- | ---------------- | -------- |
| Itálie       | ME 2012 | Neodehrál žádné z 6 utkání |        |        |                  |                  |          |
| Itálie       | MS 2014 | 1 zápas ve skupině         | 15. 6. | Anglie | 90               | 0                | 2:1      |
| Itálie       | ME 2016 | 3 zápas ve skupině         | 22. 6. | Irsko  | 90               | 0                | 0:1      |
| Itálie       | ME 2020 | 3 zápas ve skupině         | 20. 6. | Wales  | 1                | 0                | 1:0      |

## Úspěchy

### Hráčské

#### Klubové
- vítěz francouzské ligy (4x)

PSG: 2012/13, 2013/14, 2014/15, 2015/16
- vítěz francouzského poháru (2x)

PSG: 2014/15, 2015/16
- vítěz francouzského ligového poháru (3x)

PSG: 2013/14, 2014/13, 2015/16
- vítěz francouzského superpoháru (3x)

PSG: 2013, 2014, 2015

#### Reprezentační
- 1× na MS (2014)
- 3× na ME (2012 - stříbro, 2016, 2020 - zlato)
- 1× na ME U21 (2009 - bronz)
- 1× na Konfederačním poháru FIFA (2009 - bronz)
- 1× na LN UEFA (2020/21 - bronz)

### Individuální
- Hráč měsíce Ligue 1 podle UNFP – prosinec 2011,[10] leden 2013[10]
- Tým roku Ligue 1 podle UNFP – 2012/13,[11] 2013/14[12]

### Vyznamenání
Řád zásluh o Italskou republiku (16. 7. 2021) z podnětu Prezidenta Itálie 